# Romolo Tavoni
Romolo Tavoni (Formigine, 30 gennaio 1926 – Casinalbo, 20 dicembre 2020) è stato un dirigente sportivo e imprenditore italiano, dirigente in Ferrari tra gli anni '50 e '60 e cofondatore della Automobili Turismo e Sport.

## Biografia

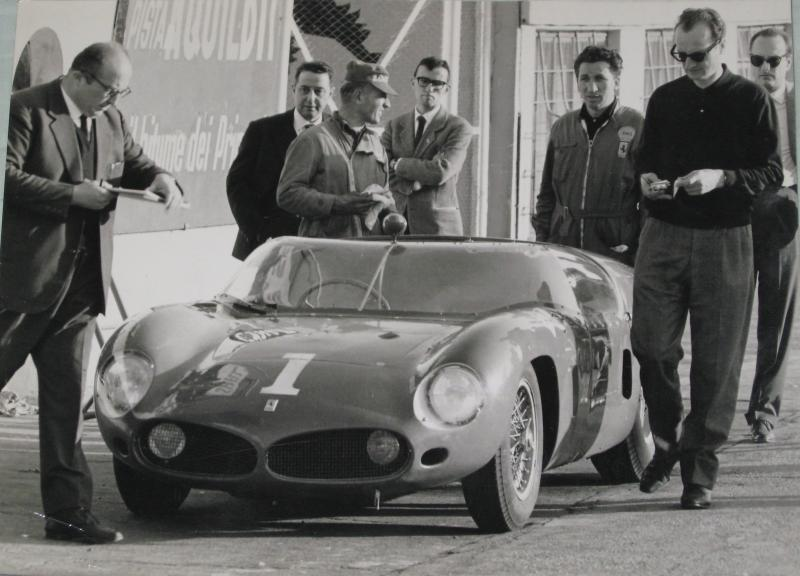
Tavoni (a destra) durante un test della Ferrari 246 di Richie Ginther a Monza nel 1961

Iniziò la sua prima carriera come bancario, lavorando presso Credito Italiano a Modena. Nel gennaio 1950, il direttore di banca lo presentò a Enzo Ferrari, che era un cliente della banca. Poco dopo questo incontro, diventò il segretario privato di Enzo Ferrari.
Dal 1957 al 1961 diresse la Scuderia Ferrari, supervisionando le attività della squadra in Formula Uno, quelle delle vetture sport prototipo e del Campionato europeo della montagna. Durante il suo mandato la scuderia vinse due campionati piloti con Mike Hawthorn e Phil Hill e il suo primo titolo costruttori. Nel Campionato del mondo sportprototipi sotto Tavoni la Ferrari vinse i campionati del mondo 1958, 1961 e 1962.
Tavoni venne coinvolto nella disputa tra la Scuderia Ferrari con il pilota Jean Behra. Al Gran Premio di Francia del 1959, dopo la gara ci fu un'accesa discussione tra Tavoni e il francese Jean Behra. Nella discussione seguente ci fu una rissa e Tavoni licenziò Behra, che fu sostituito da Cliff Allison. Venne licenziato da Enzo Ferrari nel 1961, insieme ad altri dirigenti coinvolti in una divergenza con il Drake, venendo sostituito da Eugenio Dragoni il quale gli succedette come team manager.

Dopo la sua partenza dalla Ferrari, Tavoni fondò insieme ai suoi ex colleghi ferraristi Fausto Galassi, Girolamo Gardini, Carlo Chiti e Giotto Bizzarrini la casa e scuderia automobilistica ATS; in seguito fece parte anche del CSAI (Commissione Sportiva Automobilistica Italiana) a Milano. Nel 1965 Tavoni e Luigi Bertett (allora presidente dell'Automobile Club di Milano) crearono la "Formula Monza", una serie di campionati pensati per piloti giovani emergenti. Successivamente divenne direttore dell'Autodromo Nazionale di Monza, lavorandoci fino al 1992 e in modo discontinuo fino all'età di circa 80 anni.
Dopo il ritiro dalle attività, Tavoni visse a Casinalbo vicino a Modena. Morì il 20 dicembre 2020 all'età di 94 anni.